# 三重インターチェンジ
三重インターチェンジ（さんちょうインターチェンジ、繁体字中国語: 三重交流道）は、台湾の中山高速公路にあるインターチェンジ。新北市三重区に位置する。中山高速公路が供用開始した当時の起点であった。